# LP
För andra betydelser, se LP (olika betydelser).

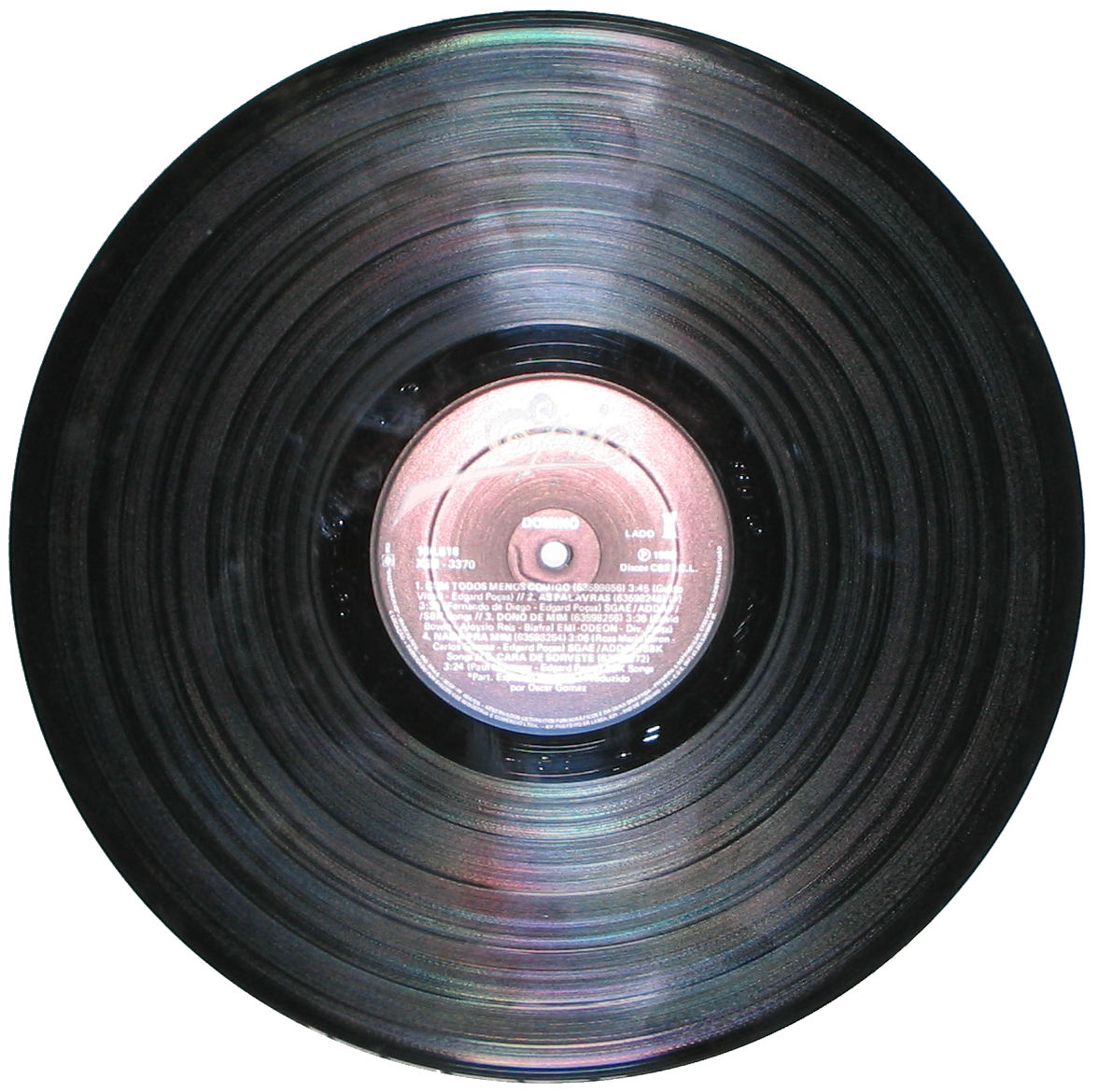
En LP-skiva.

LP (en förkortning av long-playing [record]) är ett format av vinylskivor med en diameter på 12 tum (30 cm). Den avspelas med en rotationshastighet av 33⅓ varv per minut. Vinyl både i form av singel och LP ersatte de mycket ömtåliga "stenkakorna" eller 78-varvarna under 1950-talet.

## Historia
LP-skivan lanserades den 21 juni 1948 av skivbolaget Columbia. Skivorna som gavs ut i både storleken 12 tum och 10 tum blev snabbt standardformatet för kommersiella inspelningar. LP-skivan hade flera fördelar jämfört med 78-varvsskivorna, som bättre ljudkvalitet, längre speltid och tillverkade av mer hållbar vinylplast, och förändrade sättet att både lansera och lyssna på musik.
Beteckningen "album" för en LP-skiva följde med från 78varvs-eran då längre inspelningar fick delas upp på flera skivor, vilka förvarades tillsammans i ett album. Till en början var det mest klassisk musik, jazz och film-soundtracks som gavs ut i LP-formatet. Det dröjde tills 1967 i och med utgivningen av The Beatles Sgt. Pepper's Lonely Hearts Club Band som LP-skivan fick sitt genombrott för rock- och popmusik.
LP hade sin kommersiella storhetstid under perioden 1967 till 1987. LP-skivorna fick ofta diverse teman och omslagen (och även inneromslagen) började utnyttjas på ett nytt konstnärligt sätt. Vidare började det ges ut inspelningar från konserter (livealbum), dubbel-LP och även trippel-LP (som George Harrison; Concert for Bangladesh 1971 och The Clash Sandinista 1981).
Även om volymerna inte är lika stora har försäljningen på senare år börjat gå upp igen. 2016 såldes 3,2 miljoner LP-skivor i Storbritannien, den högsta siffran på 25 år och första gången som LP sålde mer än digitalt nedladdade album.
Den första svenska LP-skivan släpptes 1950 på Metronome.